# 쌍둥이 연구
쌍둥이 연구(twin study)는 일란성 또는 이란성 쌍둥이에 대한 연구이다. 이 연구는 형질, 표현형 및 장애에 대한 환경 및 유전적 영향의 중요성을 밝히는 것을 목표로 한다. 쌍둥이 연구는 행동유전학 및 생물학에서 심리학에 이르기까지 관련 분야에서 핵심 도구로 간주된다. 쌍둥이 연구는 행동 유전학에서 사용되는 보다 광범위한 방법론의 일부로, 형제 자매 연구, 입양 연구, 혈통 등 유전적으로 유익한 모든 데이터를 사용한다. 이러한 연구는 개인적 행동에서 정신 분열증과 같은 심각한 정신 질환의 증상에 이르기까지 다양한 형질을 추적하는 데 사용되었다.

## 같이 보기
- 성별 불일치의 원인
- 수녀 연구